# Michael Brinkmeier
Michael Brinkmeier (* 18. Februar 1968 in Rietberg-Neuenkirchen) ist ehemaliger Abgeordneter im Landtag Nordrhein-Westfalen und Vorstandsvorsitzender der Stiftung Deutsche Schlaganfall-Hilfe. Er studierte in Paderborn, Göttingen und Los Angeles Physik und war wissenschaftlicher Mitarbeiter am Max-Planck-Institut für biophysikalische Chemie in Göttingen. Vor und nach seiner Zeit als Mitglied der CDU-Fraktion im Landtag von Nordrhein-Westfalen (2000 bis 2012) arbeitete er als Unternehmensberater. Seit dem 1. Juli 2013 ist er Geschäftsführer und seit 2014 Vorstandsvorsitzender der Stiftung Deutsche Schlaganfall-Hilfe in Gütersloh.

## Ausbildung und Beruf
Nach dem Abitur am Gymnasium Nepomucenum Rietberg im Juni 1987 leistete Brinkmeier von 1987 bis 1988 seinen Wehrdienst ab. Er studierte von 1988 bis 1990 an der Universität Paderborn, von 1990 bis 1991 an der Georg-August-Universität Göttingen und von 1991 bis 1992 an der University of Southern California in Los Angeles Physik, die er mit dem Master of Science abschloss. Von 1993 bis 2000 war er wissenschaftlicher Mitarbeiter bei Nobelpreisträger Manfred Eigen am Max-Planck-Institut für biophysikalische Chemie in Göttingen sowie am Karolinska Institutet bei Stockholm. Er promovierte im Dezember 1996 zum Dr. rer. nat.
Von 1997 bis 2000 war er als Unternehmensberater bei McKinsey & Co. Inc. tätig. Nach seinem Rückzug aus der Politik arbeitete er als Unternehmensberater für Accenture.
Seit dem 1. Juli 2013 war Michael Brinkmeier Geschäftsführer der Stiftung Deutsche Schlaganfall-Hilfe in Gütersloh, seit 2014 ist er deren Vorstandsvorsitzender.

## Partei und öffentliche Ämter
Seit 1987 ist Brinkmeier Mitglied der CDU. 1999 wurde er Mitglied im Vorstand des CDU-Kreisverbandes Gütersloh. Seit 1999 war er Mitglied im Kreistag Gütersloh. Seit 2. Juni 2000 war er Abgeordneter im Landtag Nordrhein-Westfalen für den Landtagswahlkreis Gütersloh III. In den Landtagswahlen 2005 und 2010 gelang ihm die Verteidigung seines Direktmandats. Während seiner Zeit als Abgeordneter war er Sprecher der CDU-Landtagsfraktion im Ausschuss für Innovation, Wissenschaft, Forschung und Technologie. Zudem war er u. a. Verwaltungsrat im Bau- und Liegenschaftsbetrieb NRW (BLB), Mitglied des Rundfunkrats des WDR und Vorsitzender des Verwaltungsrats des Studierendenwerks Paderborn. 2012 kandidierte er nicht mehr für den Landtag, sein Nachfolger im Wahlkreis wurde der ehemalige Bürgermeister von Rietberg, André Kuper.
Seit September 2018 ist Michael Brinkmeier Mitglied der Vollversammlung der Industrie- und Handelskammer Ostwestfalen zu Bielefeld.

## Privates
Brinkmeier ist verheiratet und hat drei Kinder. Er wohnt in der Rietberger Ortschaft Druffel.